# A面與B面
A面與B面（英語： and ）是流行音樂業界術語，於1950年代開始常用，原本指出版的7英吋黑膠唱片（必須是單曲）的兩面。現今A面與B面通常用來辨別歌曲的重要度——放在A面的歌曲為主打單曲，歌手會期望這些歌經常在電台等傳媒渠道曝光；放在B面的歌曲則屬於次要或附加歌目，而这些歌曲通常不会出现在LP（Long Playing）當中。

## 歷史
最初的10寸、78rpm的唱片只能单面录制。双面录制，每面录制一首歌的唱片首先由哥伦比亚唱片公司在欧洲推出，到了1910年代，这种双面录制的唱片在欧洲和美国都已变得很普通。唱片排行榜直到1930年代才出现；A-Sides 和 B-Sides 那时已存在，但人们并不认为哪一面的歌曲会显得更重要；而且尤为关键的是，电台会播出录制于唱片任一面上的歌曲。A面还是B面并没有传达出唱片的内容。
到了1948年，哥伦比亚唱片公司又引入了10和12寸的长时间播放的黑胶唱片（vinyl）作为商业销售，其竞争对手RCA-Victor第二年以一种7寸大的45rpm的vinyl唱片作为回应，这种唱片能够取代78rpm的唱片作为单曲的发行介质。随着黑胶唱片在1950年代的出现，「单曲」一词变得更为流行。起先，大多数的唱片厂牌会随机的安排哪些歌放在A面，哪些放在B面。（所有的留声机唱片，除了唱片编号，对唱片的每一面都有特定的标识；A面通常会被赋予一个较小的序列号）在这个随机系统下，很多艺人有了所谓的「双面热门（单曲）」，这些唱片中每一面都有歌打入美国的销售榜单之一（包括billboard、Cashbox或其他杂志），或被收录进自动点唱机。（通常在10、12寸的黑胶唱片上录制3-4首单曲；而在7寸的黑胶唱片上录制两首单曲，每一面一首）
随着时间的推移，随机安置歌曲的惯例被改变了。1950年代的早期，A面的歌曲是唱片公司希望电台播放的曲目，当时45rpm唱片（单曲唱片）统治了整个唱片的销售市场。这种情况一直持续到1968年，在英国，唱片专辑的总生产量超过了单曲唱片的生产量。到1990年代早期，双面热门（单曲）已变得十分罕有。专辑的销量增加了，并且专辑的B面被用于放置不那么讨好，不适合电台播放，器乐演奏版本或者录音不佳的歌曲。
随着卡带和CD的单曲在1980年代的出现，AB面的区别变的没有什么意义了。一开始，卡带单曲的发行通常会在每一面录制一首歌，与黑胶唱片的安排一致，但最后，多单曲的卡带，收录超过两首单曲的形式变得越来越流行。随着1990年代卡带发行的减少，AB面的分法事实上已不存在了，统治唱片业的介质已变成CD，但是CD已没有相对应的AB面区分。然而B-Sides仍然用于描述附赠的曲目或少量的曲目。
随着合法數位音樂下載的出现，CD单曲和其他物理介质的销售都下降了，B-Side这一词汇现如今也并不被广泛使用了。那些未被艺人的唱片专辑收录但仍能通过同一下载目录获取的歌曲，通常被称为「未发行的」、「未收录」、「少有的」或「独家的」曲目。
這邊要一提的是日本。單曲在日本流行音樂作品的發行上與專輯共據主流地位，即使數位音樂下載的出現使單曲與專輯的區別變小，也持續保留著A面曲與B面曲的作法。A面曲通常被稱為「標題曲」（日語： / title track），B面曲則稱為「收錄曲」（日語： / coupling track）。有時也會發行雙A面單曲，即一張單曲有兩首主打歌。由於日本唱片公司在製作單曲時，不會因為B面曲屬於附加曲目而降低製作品質，因而有時會出現B面曲比A面曲更受歡迎的現象。

## B/W与C/W
一张唱片的B面曲目常被简称为b/w，意为“backed with”，或“bundled with”。现在也常称为c/w，意为“combined with”或“coupled with”。